# Chulip
Chulip (チュウリップ en japonais, parfois stylisé Chu♥lip) est un jeu vidéo de simulation de vie développé par Punchline et édité par Victor Interactive Software, sorti en 2002 sur PlayStation 2 et réédité en 2012 sur le PlayStation Network.

## Accueil
- GameSpot : 6/10[1]